# Foveosa
Foveosa Russell-Smith, Alderweireldt & Jocqué, 2007 è un genere di ragni appartenente alla famiglia Lycosidae.

## Distribuzione
Le 5 specie note di questo genere sono state reperite in Africa: la specie dall'areale più vasto è la F. foveolata rinvenuta in Africa centrale, orientale e meridionale.

## Tassonomia
Le caratteristiche di questo genere sono state descritte dall'analisi degli esemplari tipo Pardosa foveolata Purcell, 1903, effettuata dagli aracnologi descrittori del presente genere nel 2007.
Non sono stati esaminati esemplari di questo genere dal 2007.
Attualmente, a gennaio 2017, si compone di 5 specie:
1. Foveosa adunca Russell-Smith, Alderweireldt & Jocqué, 2007 — Sudafrica
2. Foveosa albicapillis Russell-Smith, Alderweireldt & Jocqué, 2007 — Africa occidentale
3. Foveosa foveolata (Purcell, 1903)[2] — Africa centrale, orientale e meridionale
4. Foveosa infuscata Russell-Smith, Alderweireldt & Jocqué, 2007 — Nigeria, Ghana, Costa d'Avorio
5. Foveosa tintinabulum Russell-Smith, Alderweireldt & Jocqué, 2007 — Congo, Kenya

### Sinonimi
- Foveosa houssabeni (Roewer, 1959); trasferita qui dal genere Pardosa e posta in sinonimia con F. foveolata (Purcell, 1903) a seguito di uno studio degli aracnologi Russell-Smith, Alderweireldt & Jocqué del 2007[1].